# Bahnhof Dalston Junction
Der Bahnhof Dalston Junction ist ein Bahnhof im London Borough of Hackney an der East London Line, in der Travelcard Zone 2 gelegen. Er befindet sich in Eigentum der Transport for London und wird ausschließlich von Zügen der Gesellschaft London Overground bedient. Mit dem benachbarten Bahnhof Dalston Kingsland an der North London Line bildet Dalston Junction einen Umsteigepunkt im Overground-Netz. Vor der Wiederinbetriebnahme des Bahnhofs 2010 war er bereits von 1865 bis 1986 in Betrieb.

## Geschichte

### Alter Bahnhof
Der Bahnhof wurde per 1. November 1865 eröffnet, als die North London Railway die Erweiterung der heutigen North London Line in die City zum Kopfbahnhof Broad Street verlängerte. Durch seine Lage südlich eines Gleisdreiecks umfasste Dalston Junction drei Mittelbahnsteige mit sechs Durchfahrtsgleisen. Vier dienten zum Betrieb der damaligen North London Line (Broad Street–Richmond) und führten nach dem Bahnhof gegen Westen, zwei führten nach Osten Richtung Stratford, das damals noch ohne Zwischenstationen von Dalston Junction aus erreichbar war. Züge rollten von Broad Street über Dalston Junction entweder nach Richmond oder über eine Verbindungslinie zur WCML/DC Line nach Watford Junction westwärts beziehungsweise über Stratford nach Poplar ostwärts. Nach dem Zweiten Weltkrieg entfielen die Zugverbindungen nach Poplar. Durch zunehmende Konkurrenz durch die Underground verlor die North London Line zunehmend an Bedeutung. 1976 wurden die letzten Züge Richtung Osten statt nach Broad Street durch die neu erworbene Northern City Line nach Moorgate geführt, 1985 entfielen die Züge nach Richmond. Endgültig geschlossen wurde die Strecke zwischen Canonbury und Broad Street samt dem Bahnhof Dalston Junction per 27. Juni 1986. Obwohl der Bahnhof stillgelegt wurde, wurde der Viadukt nicht abgebrochen und das Gebiet rund um die Station behielt den Namen Dalston Junction, genauso wie die Bushaltestellen. Als Ersatz für den Bahnhof wurde per Fahrplanwechsel 1985 in der Nähe der Bahnhof Dalston Kingsland eröffnet, da die Zugläufe der North London Line neu nach Stratford und weiter nach North Woolwich durchgebunden wurden.

### Neuer Bahnhof
In den 1980er Jahren hatte die London Transport erste Pläne gehegt, die East London Line, die ein Schattendasein im Underground-Netz fristete, zu verlängern. Nach Norden sollte zunächst die Verbindung nach Liverpool Street wiederhergestellt werden, ehe 1989 erste Pläne für die Verlängerung nach Dalston mit Nutzung des stillgelegten Kingsland-Viaduktes publik wurden. Ein erster Plan einer Umwandlung von einer U-Bahn-Linie zu einer Eisenbahnlinie wurde von der Regierung abgelehnt. 1999 wurde die Idee wieder aufgegriffen, 2011 die Baubewilligung erteilt. Erste Bauarbeiten begannen 2005 am Kingsland-Viadukt. 2006 wurde bekannt, dass die East London Line Teil des London Overground-Netzes sein wird, diese Strecken wurden von der TfL übernommen, nachdem sie zuvor von Silverlink Metro betrieben wurden.
Am 27. April 2010 wurde die East London Line zwischen Dalston Junction und New Cross beziehungsweise New Cross Gate im Beisein von Bürgermeister Boris Johnson eröffnet und der Bahnhof Dalston Junction erlebte als zweigleisige Station eine Renaissance. Knapp ein Jahr lang blieb Dalston Junction Endstation, ehe im März 2011 die Züge über Canonbury nach Highbury & Islington verlängert wurden. Im Zuge dieser Verlängerung wurden auch die restlichen beiden Gleise der Westseite des alten Bahnhofs reaktiviert. Die Ostseite wurde nicht mehr reaktiviert, jedoch existieren Pläne dafür. Im Bahnhof besteht barrierefreier Zugang von der Straße zu den Zügen.

## Betrieb
In Dalston Junction enden die Overground-Züge aus New Cross, diejenigen aus New Cross Gate, Crystal Palace und West Croydon werden bis Highbury & Islington geführt.
Total ergibt das folgendes Schema:
- 8 Züge pro Stunde nordwärts nach Highbury & Islington
- 4 Züge südwärts nach New Cross
- 4 Züge südwärts nach Crystal Palace
- 4 Züge südwärts nach West Croydon

## Zukunft
2012 wird die South London Line ebenfalls ins Overground-Netz integriert. Durch eine Verbindungsstrecke zwischen Surrey Quays und Queens Road (Peckham) wird die ISLL an die East London Line angeschlossen, was für die Stationen an dieser 4 zusätzliche Züge pro Stunde nach Clapham Junction und somit 16 Züge stündlich zwischen Dalston Junction und Surrey Quays bedeuten würde. Jedoch ist unklar, ob diese Züge in Dalston Junction enden oder bis Highbury&Islington geführt werden.